# Kłodawka
Kłodawka (niem. Kladow Fließ) – rzeka, prawobrzeżny dopływ Warty o długości 27,19 km.
Wypływa z Jeziora Karskiego Wielkiego na Pojezierzu Myśliborskim w województwie zachodniopomorskim. Przepływa przez Kłodawę, a do Warty uchodzi w Gorzowie Wielkopolskim, przepływając wcześniej przez park miejski. Jej dopływami są Marwica (prawy) i Srebrna.